# Propostira quadrangulata
Propostira quadrangulata là một loài nhện trong họ Theridiidae.
Loài này thuộc chi Propostira. Propostira quadrangulata được Eugène Simon miêu tả năm 1894.